# Blue Sign
BlueSign Translator (o BlueSign) è un sistema automatico in grado di riprodurre, tramite l'animazione di una figura sintetica tridimensionale, la traduzione di una parola della lingua italiana nella lingua dei segni italiana o LIS.

## Storia
L'idea nasce inizialmente nel 2002 come un progetto proposto da un gruppo di studenti del corso di Calcolatori Elettronici tenuto da Roberto Giorgi. Agli studenti era stato richiesto di preparare un progetto basato sulla tecnologia Bluetooth da inviare
alla gara internazionale IEEE CSIDC. L'idea iniziale fu lo sviluppo di un software in grado di trasmettere messaggi (es. annuncio della partenza di un treno) via Bluetooth (da cui il nome) traducendoli in modo da poter essere visualizzati (es. su un PC o su un PDA) in lingua dei segni italiana automaticamente. Il progetto ebbe subito una caldissima accoglienza e si classificò al quinto posto della gara ricevendo un premio di 5000 Dollari da parte del consorzio organizzatore composto da IEEE e sponsor industriali quali ABB, AMD, EMC Corporation, Hewlett Packard, Intel, Lucent Technologies (Bell Labs), Microsoft, Motorola, SAIC, Sun Microsystems.

## Sviluppi e finanziamenti
È un progetto coordinato dal professor Roberto Giorgi dell'Università degli Studi di Siena che ha portato alla realizzazione di un software che permetta ai Sordi di superare le difficoltà che incontrano nella vita quotidiana dovute al linguaggio: il software permette infatti un'applicazione in vari contesti della vita quotidiana: dal PC ai telefonini più evoluti o PDA, fino ad arrivare all'integrazione con la televisione sul digitale terrestre (Bluesign TV).
Il progetto è stato finanziato in più riprese dalla Fondazione Monte dei Paschi di Siena e ha ricevuto contributi dall'Università degli Studi di Siena, Regione Toscana, Associazione italiana educatori dei sordi, Ente Nazionale Sordi e il supporto da parte delle istituzioni cittadine di Siena.

## Prototipi realizzati
Sono stati realizzati vari prototipi (software):
- per PDA
- per PC
- per Windows Media Center

Le versioni dimostrative di questi prototipi sono state rese disponibili sul sito Bluesign.
I principali risultati raggiunti dimostrano la possibilità di realizzare un sistema completo di traduzione e visualizzazione in Lingua dei Segni. In particolare, il progetto durante le sue fasi ha raggiunto i seguenti obiettivi:
- codifica informatica in modo completo e non ambiguo delle singole parole del dizionario della lingua dei segni italiana;
- realizzazione di tecniche di animazione tridimensionale avanzate (es. funzionamento anche su piattaforme PDA) per la visualizzazione dei segni;
- traduzione automatica dalla lingua italiana alla sequenza di segni in LIS, operante con un alto grado di affidabilità su un set di circa 1150 frasi;
- meccanismi di comunicazione attraverso rete internet geograficamente distribuita tramite i vari componenti di sistema;
- integrazione con sistemi in grado di accedere alla televisione digitale terrestre e in particolare con la piattaforma Windows Media Center.

## Riconoscimenti ricevuti
Il progetto, oggetto di varie pubblicazioni, ha ricevuto numerosi riconoscimenti sia internazionali (il citato quinto posto mondiale nella gara IEEE CSIDC) e nazionali da parte del Ministero dell'Innovozione risultando vincitore assoluto (primo premio) per la categoria Azioni finalizzate all'integrazione sociale delle categorie svantaggiate attraverso le tecnologie ICT
nell'ambito del Premio P.A. Aperta 2006.

## Sviluppi futuri
Dopo varie fasi di sviluppo il progetto Bluesign ha raggiunto nell'anno 2009 lo stato di maturità e quindi il termine del progetto di ricerca stesso.
I prototipi sono stati sottoposti durante la varie fasi di sviluppo ad una costante supervisione dei fruitori finali e di esperti del settore della sordità, che in particolare hanno collaborato attivamente anche all'inserimento dei lemmi nel database. Sebbene il progetto abbia avuto finalità prettamente di ricerca e si sia quindi limitato ad una fase prototipale, coloro che lo hanno provato hanno espresso interesse e soddisfazione auspicando il proseguimento della ricerca ed il raggiungimento di una fase di più ampia divulgazione se non addirittura la sua commercializzazione. Questo è confermato dal fatto che alcuni Centri Specializzati per non udenti a livello nazionale si sono dichiarati disponibili ad offrire il proprio supporto per ulteriori sperimentazioni sul campo.